# أدولف غوندرسن
أدولف غوندرسن (بالنرويجية البوكمول: Adolf Gundersen)‏ (بالإنجليزية: Adolph Gundersen)‏ هو طبيب وجراح نرويجي وأمريكي، ولد في 8 أكتوبر 1865، وتوفي في 15 سبتمبر 1938.